# Sankanje na Zimskih olimpijskih igrah 1980
Sankanje na Zimskih olimpijskih igrah 1980.

## Dobitniki medalj

### Moški
| Tekma  | Zlato                                                | Srebro                                                 | Bron                                       |
| Enosed | Bernhard Glass                                       | Paul Hildgartner                                       | Anton Winkler                              |
| Dvosed | Nemška demokratična republika Hans Rinn Norbert Hahn | Zvezna republika Nemčija Peter Gschnitzer Karl Brunner | Avstrija · Georg Fluckinger · Karl Schrott |

### Ženske
| Tekma  | Zlato       | Srebro           | Bron             |
| Enosed | Vera Zozula | Melitta Sollmann | Ingrida Amantova |